# マリー・フォン・ヘッセン＝カッセル (1814-1895)
マリー・ルイーゼ・シャルロッテ・フォン・ヘッセン＝カッセル（Marie Luise Charlotte von Hessen-Kassel, 1814年5月9日 - 1895年7月28日）は、ドイツの諸侯家門ヘッセン＝カッセル家の公女で、アンハルト＝デッサウ公子フリードリヒ・アウグストの妻。

## 生涯
ヘッセン＝カッセル＝ルンペンハイム方伯ヴィルヘルム（10世）と、その妻でデンマーク王クリスチャン8世の妹であるルイーセ・シャロデの間の第2子、次女として生まれた。妹のルイーゼとその夫のクリスチャン9世王は、デンマークのグリュックスブルク王朝の始祖である。
1832年9月11日、オッフェンバッハ・アム・マインのルンペンハイム宮殿において、アンハルト＝デッサウ公レオポルト4世（1863年よりアンハルト公）の弟であるフリードリヒ・アウグストと結婚し、間に3人の娘をもうけた。1895年、娘婿のルクセンブルク大公アドルフの持ち城であるレングリース（現在のバイエルン州オーバーバイエルン行政管区バート・テルツ＝ヴォルフラーツハウゼン郡）郊外のホーエンブルク城（Schloss Hohenburg）で死去した。

## 子女
- アーデルハイト・マリー（1833年 - 1916年） - 1851年、ナッサウ公（のちルクセンブルク大公）アドルフと結婚
- バティルディス・アマルグンデ（1837年 - 1902年） - 1862年、シャウムブルク＝リッペ侯子ヴィルヘルムと結婚
- ヒルダ・シャルロッテ（1839年 - 1926年）